# Tom Thumb
Tom Thumb (br O Pequeno Polegar) é um filme britano-americano de 1958, do gênero fantasia musical, dirigido por George Pal e estrelado por Russ Tamblyn e Alan Young.
O filme é baseado no conto de fadas homônimo, tal como recontado pelos Irmãos Grimm. George Pal expandiu a história, utilizando canções, danças, bonecos animados (inovadores para a época) e uma dupla de vilões, interpretados por Peter Sellers e Terry-Thomas.
Russ Tamblyn, em seu primeiro trabalho de expressão, conquistou o papel principal, que era supostamente almejado por Donald O'Connor.

## Sinopse
A caminho da Vila, o Pequeno Polegar é atacado pelos malfeitores Ivan e Antony. Enquanto sofre nas mãos desses vilões, ele age como Cupido para facilitar o romance entre o jovem Woody e a Rainha da Floresta.

## Principais premiações
| Patrocinador                                            | Prêmio       | Categoria                            | Situação                    |
| ------------------------------------------------------- | ------------ | ------------------------------------ | --------------------------- |
| Academia de Artes e Ciências Cinematográficas           | Oscar        | Melhores Efeitos Especiais           | Vencedor[carece de fontes?] |
| Associação de Correspondentes Estrangeiros de Hollywood | Golden Globe | Melhor Filme - Musical               | Indicado[carece de fontes?] |
| British Academy of Film and Television Arts             | BAFTA        | Melhor Ator Britânico (Terry-Thomas) | Indicado[carece de fontes?] |
| Writers Guild of America                                | WGA          | Melhor Roteiro Americano - Musical   | Indicado[carece de fontes?] |

## Elenco
| Ator/Atriz        | Personagem         |
| ----------------- | ------------------ |
| Russ Tamblyn      | Pequeno Polegar    |
| Alan Young        | Woody              |
| June Thorburn     | Rainha da Floresta |
| Terry-Thomas      | Ivan               |
| Peter Sellers     | Antony             |
| Bernard Miles     | Jonathan           |
| Jessie Matthews   | Anne               |
| Ian Wallace       | Sapateiro          |
| Peter Butterworth | Mestre cantor      |